# یان بوسول
یان بوسول (انگلیسی: Ian Boswell؛ زادهٔ ۷ فوریهٔ ۱۹۹۱) دوچرخه‌سوار اهل ایالات متحده آمریکا است.
از باشگاه‌هایی که در آن بازی کرده‌است می‌توان به تیم اسکای، تیم سانوب، و تیم کاتیوشا–آلپتسین اشاره کرد.